# Панкреев, Анатолий Дмитриевич
Анато́лий Дми́триевич Панкре́ев (13 сентября 1939, Волчково, Пензенская область) — мастер литейного цеха, полный кавалер ордена Трудовой Славы.

## Биография
Окончил 7 классов. Трудовую карьеру начал в родном селе, в местном колхозе «Родина Белинского».
С 1957 по 1956 год служил в Советской армии. По комсомольской путевке приехал в Тольятти, где устроился на завод «Волгоцеммаш». Работал на сталелитейном производстве сначала чистильщиком литья, затем обрубщиком, а с 1985 года мастером стального литья.
Бригада, в которой работал Панкреев, неоднократно становилась лучшей как на предприятии, так и по Министерству строительного, дорожного и коммунального машиностроения СССР в целом.
Вышел на пенсию, проживает в Тольятти.

## Награды
- Орден Трудовой Славы 3-й степени (1976);
- Орден Трудовой Славы 2-й степени (1981);
- Орден Трудовой Славы 1-й степени (1986).